# شکرناب
شکرناب روستایی از توابع بخش مرکزی شهرستان آبیک در استان قزوین ایران است. اين روستا از شمال با روستاي چناسک از شرق با روستاهاي نوده و کیاده مرتبط است. فاصله اين روستا از اتوبان تهران- قزوين ۱۴ کيلومتر مي باشد.
شکرناب در ارتفاع ۱۵۰۰ متر از سطح دريا واقع است. شکرناب در محدوده کوهپايه البرز قرار گرفته، به طوري که شمال اين روستا را ارتفاعات بلند الموت و جنوب آن را دشت قزوين احاطه نموده است.
از کتب تاریخی این گونه بر می آید که محدوده کوهپایه آبیک کنونی،با نام قهپایه شناخته می شده است. قهپایه در گذشته بخشی از ری و سپس طالقان بوده است. در کتاب نزهه القلوب حمدالله مستوفی پیرامون پیوستگی قهپایه به طالقان آمده است:
«طالقان ولایت سردسیر است در شرقی قزوین… ولایت سرانرود و جرود و قهپایه و کن و کرج از توابع آنجا است»
این روستا دارای آثار تاریخی و جاذبه های گردشگری درخور توجهی می‌باشد از آنجمله میتوان به بنای امامزاده علی روستا که از آثار برجای مانده از معماری دوره ی سلجوقیان است اشاره کرد، این امامزاده اولین اثر تاریخی ثبت ملی در شهرستان آبیک است.همچنین تپه ای باستانی که از آثار دوره ی پیش از اسلام می‌باشد نیز در اطراف روستا واقع گردیده است. علاوه بر اینها، حمامی تاریخی با قدمت چند صد ساله هم در این روستا وجود دارد که طبق آخرین گزارش‌ها در فهرست آثار در معرض تخریب قرار دارد.

## جمعیت
این روستا در دهستان کوهپایه غربی قرار دارد و براساس سرشماری مرکز آمار ایران در سال ۱۳۸۵، جمعیت آن ۴۴۶ نفر (۱۲۶خانوار) بوده‌است.

## زبان
اهالی شکرناب دارای زبان تاتی طالقانی هستند.

## جستارهایوابسته
- فهرست روستاهای ایران